# 境水道渡船
境水道渡船（さかいすいどうとせん）とは、鳥取県境港市相生町の相生町岸壁と、島根県松江市美保関町の宇井岸壁を結ぶ定期旅客船航路（渡し船）である。2007年3月末日から運行休止状態（事実上廃止）。

## 概要
鳥取県と島根県を分ける境水道を横断し、境港市と松江市美保関町を結ぶ重要な交通路である。この航路は鳥取県道・島根県道2号境美保関線の一部を形成している。境水道大橋の開通までは境港市美保関町渡船事業組合が2隻のフェリーを使用して運行しており、混雑時にはフェリーの待ち時間が1時間半になる盛況を見せていた。
開通後は有限会社境水道渡船により運営された。「たかお」及び「第二たかお」の2隻で運行。通常は小型の「第二たかお」で運行し、多客時にフェリータイプの「たかお」を使用。1時間に2〜3本間隔、所要時間は3〜5分程度。荒天時は運休。料金は大人200円、子供100円、特殊小手荷物（自転車）50円。自転車に関しては多客時は（特に「第二たかお」での運行時）乗船拒否の可能性があるため注意。

## 休止
有限会社境水道渡船は2007年2月、新年度からの半期休航を運輸局に申請。ただ、再開申請の予定は無く、2007年3月末日をもって事実上の廃止。
渡し船の代替として、松江市美保関コミュニティバス（美保関町民バス）が、境水道大橋経由で境港市内～美保関間を結んでいる。宇井渡船場（宇井岸壁）はこのバスの美保関側の終点となっており、渡船なき後も他路線との乗り継ぎ場として機能している。